# Saint-Laurent (Steenvoorde)
Saint-Laurent is een gehucht in de  Franse gemeente Steenvoorde in het Noorderdepartement.
Het gehucht ligt zo'n drie kilometer ten noorden van het dorpscentrum van Steenvoorde, bij de gemeentegrens met Winnezele.

## Geschiedenis
Ter plaatse bevond zich vroeger een karmelietenklooster. Op 10 augustus 1566 werd de Laurentiuskapel van het klooster vernield door de geuzen, wat als het begin wordt gezien van de Beeldenstorm in de Lage Landen.
Op de 18de-eeuwse Cassinikaart is het gehucht weergeven als 'St. Laurent', het klooster wordt daarop nog vermeld als 'Convent des Carmes'.
In de jaren 1960 werd het gebied ten zuiden en westen van Saint-Laurent doorsneden door de nieuwe autosnelweg A25. Een snelwegparking een kilometer ten zuiden werd naar het gehucht genoemd, de 'Aire de Saint-Laurent'.

## Bezienswaardigheden
Er is in Saint-Laurent en klein gedenkmonument ter nagedachtenis aan 450 jaar Beeldenstorm. Het werd ingehuldigd op 4 september 2016.